# Famille d'Aligre
 (mai 2025).
Si vous disposez d'ouvrages ou d'articles de référence ou si vous connaissez des sites web de qualité traitant du thème abordé ici, merci de compléter l'article en donnant les références utiles à sa vérifiabilité et en les liant à la section « Notes et références ».
 (mai 2025).
La famille d'Aligre, anciennement écrit d'Haligre, est une famille éteinte de la noblesse française, originaire de Chartres. 
Elle compte parmi ses membres deux chanceliers de France et plusieurs conseillers au parlement de Paris et fut connue pour sa grande fortune. 
Même si la famille d'Aligre s'est éteinte en 1847, le marquis Étienne Jean François (1770–1847), pair de France, fut autorisé, par ordonnance royale du 21 décembre 1825, à transmettre ses noms et titres, ainsi que le majorat lié à la pairie, à son petit-fils Étienne Marie Charles de Pomereu, qui porta depuis lors le nom « de Pomereu d'Aligre ».

## Origine
La famille d'Aligre est originaire de Chartres, où elle est d'abord mentionnée sous le nom Haligre.

D'après André Pouplard, la famille Haligre serait issue d'un groupe de Bretons établis à Chartres, qui avaient un quartier clos par les fossés Sainte-Foi. Ces Bretons auraient formé un groupe bien distinct d'hommes qui régissaient leurs biens et s'administraient en toute indépendance, ils tenaient parlement et concile, s'attelaient au même chariot (1145–1200) lorsqu'il s'est agi d'édifier la cathédrale.
Le premier auteur connu de cette famille est un tanneur chartrain, nommé Guillemin Haligre, né au début du XVe siècle. Son fils, Étienne Haligre, greffier au Présidial de Chartres, ayant obtenu du roi la gestion du grenier à sel, commença la fortune de la famille. Au XVe siècle, messeigneurs les Haligre habitent à l'entrée de la rue des Lices, possèdent plusieurs immeubles rue Muret et de grands jardins à l'extrémité de la rue de Beauvais, près de la porte Saint-Jean.

## Personnalités
- Étienne Ier d'Aligre (1550–1635), magistrat, chancelier de France
- Louis d'Aligre (1581–1654), abbé commendataire de St-Jacques de Provins et lieutenant-général des armées en Catalogne en 1652[3]
- Étienne II d'Aligre (1592–1677), magistrat, chancelier de France
- Étienne François d'Aligre (1727–1800), 1er marquis d'Aligre (1777), magistrat, premier président à mortier au Parlement de Paris
- Étienne Jean François d'Aligre (1770–1847), 2e marquis d'Aligre, homme politique français

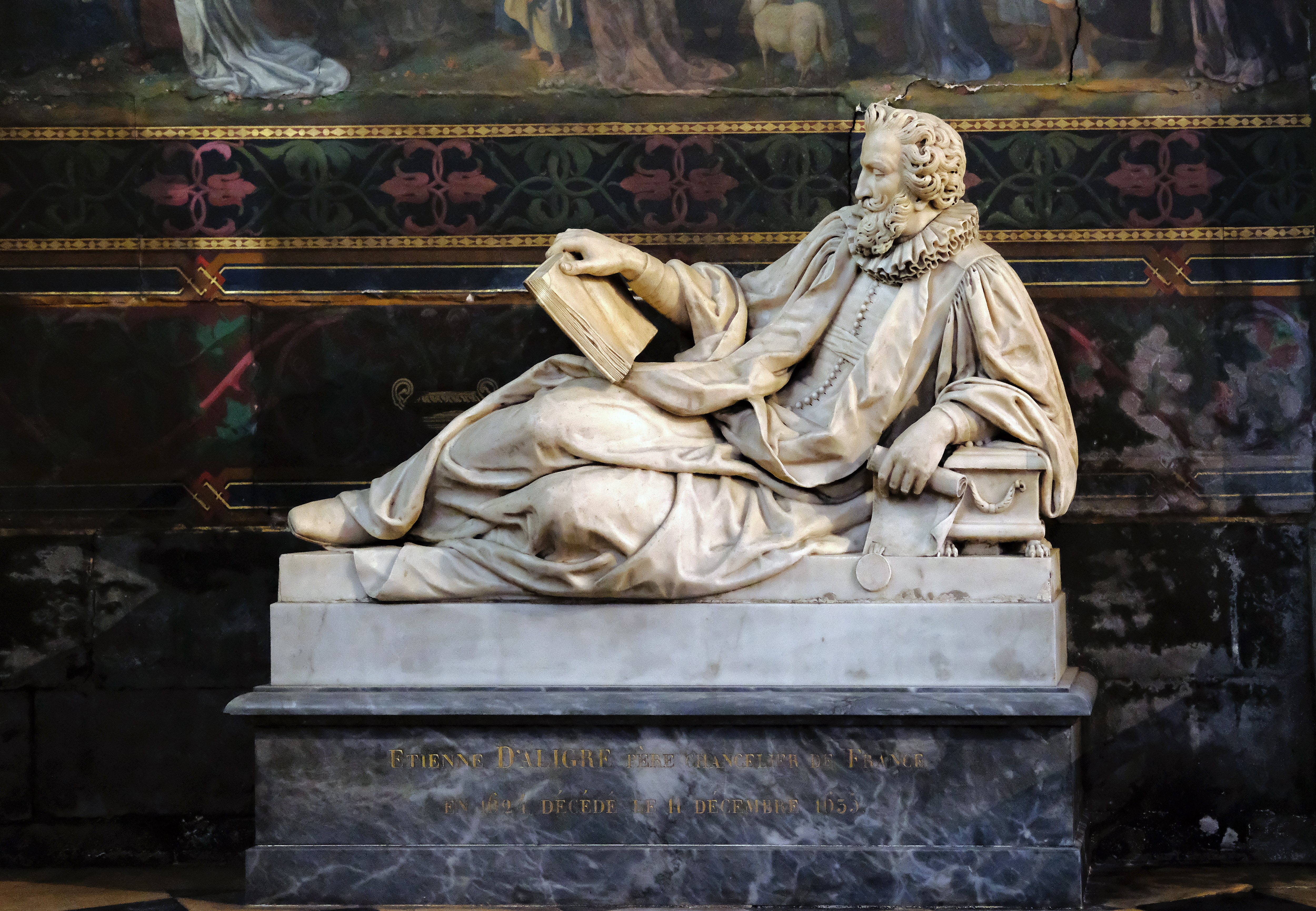
Étienne Ier d'Aligre (1550–1635) : statue en l'église Saint-Germain-l'Auxerrois, Paris.
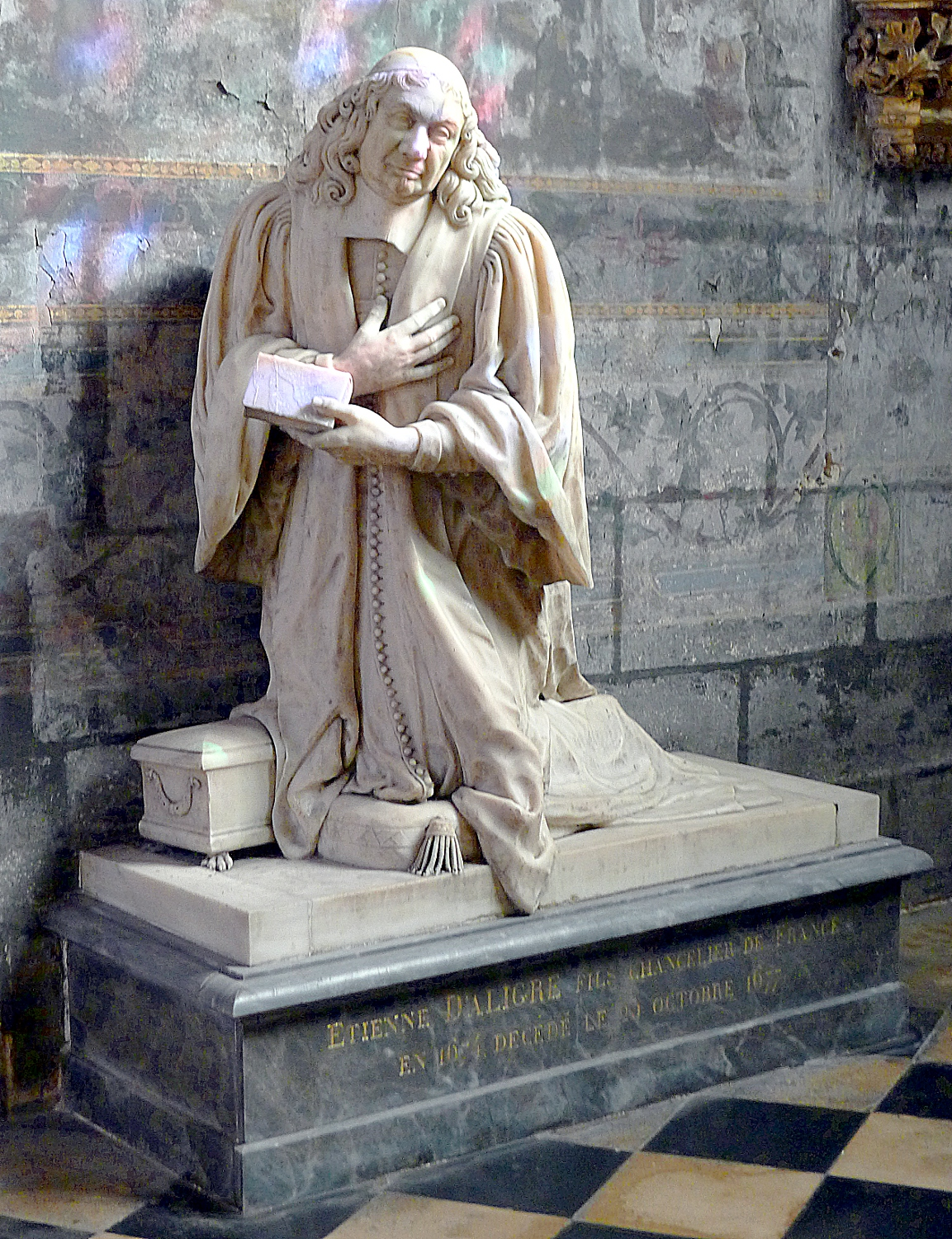
Étienne II d'Aligre (1592–1677) : statue en l'église Saint-Germain-l'Auxerrois, Paris.
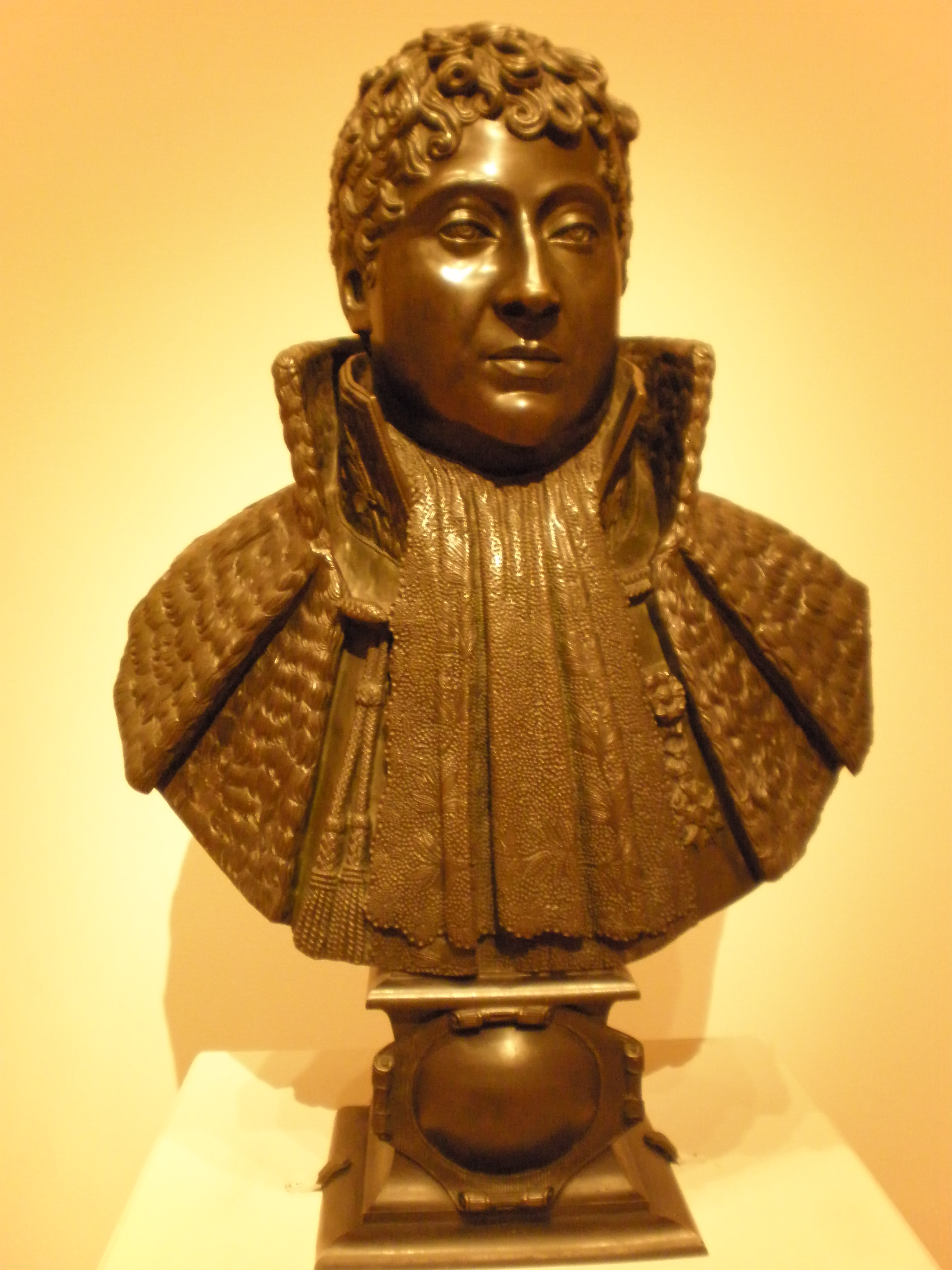
Étienne Jean François d'Aligre (1770–1847) : bronze de François-Joseph Bosio, Legion of Honor, San Francisco.

## Histoire
La famille d'Aligre est notoire par les chanceliers qu'elle donna à la France ainsi que par sa fortune accumulée dans son dernier siècle d'existence. En 1777, Marans (Charente-Maritime) fut érigée en marquisat sous le nom d'Aligre par le roi Louis XVI en faveur d'Étienne François d'Aligre.
La famille d'Aligre s'est éteinte en 1847 dans la famille de Pomereu, devenue par ordonnance royale du 21 décembre 1825 de Pomereu d'Aligre. Ils ont ensuite transmis ce nom dans la famille de Rougé d'Aligre, propriétaire du château de Baronville. 

### ÉtienneIerd'Aligre
En 1587, Étienne Haligre était président du Présidial de Chartres et intendant de Charles de Bourbon, Comte de Soissons, qui professait pour lui une estime particulière, puisqu'il le nomma tuteur honoraire de son fils. Henri IV le désigna pour la présidence du Parlement de Bretagne, mais Louis XIII l'appela au Conseil d'État avant qu'il n'eut pris possession de ce poste. Peu de temps après, une des fréquentes révolutions ministérielles de cette époque lui donnait les sceaux (janvier 1624) enlevés au vieux Chancelier de Sillery. Celui-ci étant mort dans le courant de cette même année 1624, Étienne Haligre fut nommé chancelier. Pour récompenser son chancelier de tous ses services, le Roi l'anoblit. Désormais, le nom s'écrivit Aligre. Il prit pour blason : Au chef, trois soleils d'or sur champ d'azur, burelé de dix bandes d'or et d'azur, et pour devise : Non uno gens splendida sole (Ma famille ne brille pas d'un seul éclat).
Il ne resta pas longtemps au pouvoir. Il fut disgracié deux ans plus tard par l'arrivée de Richelieu et exilé dans sa terre, au Château de la Rivière, dans le Perche, où il mourut en 1635, à l'âge de 76 ans. Le motif de cette disgrâce fut, disent les mémorialistes du temps, l'emprisonnement du Maréchal d'Ornano, gouverneur du duc Gaston d'Orléans, et la timidité dont le chancelier fit preuve en cette occasion, n'osant pas dire la vérité au duc qui lui demandait qui avait conseillé l'arrestation. Il prétendit, en effet, qu'il ne se trouvait pas au conseil à ce moment-là. Richelieu prit prétexte de cette pusillanimité du chancelier pour l'éloigner.

### Étienne II d'Aligre
Étienne II d'Aligre naquit à Chartres le 31 juillet 1592, et mourut à Versailles le 25 octobre 1677. Sa carrière fut encore plus brillante que celle de son père et il n'éprouva pas les mêmes revers. D'abord intendant en Languedoc et en Normandie, il fut nommé ambassadeur à Venise, puis Directeur des Finances, doyen des conseillers d’État et finalement garde des sceaux en 1672. Deux ans après, il y joignait encore la dignité de Chancelier de France et en jouissait jusqu'à sa mort.

### Michel d'Aligre
Michel d'Aligre naquit en 1617 et mourut le 12 août 1654. Il était capitaine du Régiment de Normandie en 1643. Il assista au siège de Rosas (1645), à la prise de Porte-Longone (1646), au siège de Crémone (1647), à la prise de l'île de Procida (1648). Pendant les années 1649 et 1650, il resta en Italie où les armées françaises gardaient la défensive. Il fut nommé mestre de camp le 7 juillet 1650. À la suite d'une victoire remportée en octobre, il fut créé maréchal de camp le 18 novembre 1650. En 1651, il prit part à la défense de Barcelone. Nommé le 12 septembre 1651 commandant de la cavalerie de l'Armée d'Italie, il y resta jusqu'à sa mort.
Son frère, François, né le 24 décembre 1620, mourut le 21 janvier 1712. Il fut chanoine de l'ordre de Saint-Augustin le 27 décembre 1636. Il reçut, le 12 février 1643, l'abbaye de Saint-Jacques de Provins que lui céda son frère Michel. En 1668, il fut promu à l'évêché d'Avranches, mais il crut devoir refuser cette haute position. Lorsqu'Étienne d'Aligre eut été nommé Garde des sceaux en 1672, il quitta son abbaye et vint mettre au service de son père ses réels talents. Il l'assista jusqu'en 1677 et retourna à Provins où il mourut.

### Étienne III d'Aligre
Étienne III d'Aligre (1660-1725).

### Étienne IV d'Aligre
Étienne Claude d'Aligre (1694-1752), président à mortier au Parlement de Paris.

### Premier marquis d'Aligre
Étienne François d'Aligre, marquis d'Aligre (1777), naquit à Paris 17 juillet 1727 et mourut à Brunswick 21 février 1800. En 1768, il était simple président à mortier et n'avait encore attiré en rien l'attention de ses contemporains, lorsque Laverdy le proposa au Roi pour la place de premier président au Parlement de Paris. Le Roi fut très étonné du choix d'un homme si jeune pour une fonction si importante. Il la lui donna cependant. D'Aligre la conserva jusqu'en 1788 et eut plusieurs fois l'occasion de se montrer magistrat intègre et ferme. Il ne craignit pas, en effet, de censurer les mesures et les impôts arbitraires du gouvernement. Il fit notamment une vive opposition à Necker et s'efforça d'empêcher la convocation des États-Généraux. Ne croyant pas ses conseils écoutés du Roi, il donna sa démission. L'ancien président faillit périr le 14 juillet 1789, jour de la prise de la Bastille, en même temps que Berthier et Foulon. Il se hâta de rassembler une partie de son immense fortune et se retira d'abord à Bruxelles, puis en Angleterre, et enfin à Brunswick. Il ne s'occupait plus, alors que de spéculations financières qui firent de lui un des hommes les plus riches de l'époque.

### Deuxième marquis d'Aligre
Étienne Jean François d'Aligre, marquis d'Aligre, naquit à Paris le 21 février 1770 et mourut le 11 mai 1847. Chambellan de Caroline Bonaparte, reine de Naples, il n'en fut pas moins nommé Pair de France par Louis XVIII, le 17 août 1815. Ce fut lui qui acheta le Château des Vaux, en 1804, aux enfants Dussieux et le fit remettre en état. Sa fortune était immense : il possédait 21 000 hectares de terre, jusque dans le Bordelais.
Il se marie avec Mademoiselle Marie Godefroy de Senneville, dont il eut une fille. En 1810, en secondes noces, il épouse Louise Camus de Pontcarré (1776-1843), la fille du dernier président du parlement de Normandie, dont il n'eut pas d'enfant ; le couple a notamment soutenu l'hospice de Bourbon-Lancy, en Saône-et-Loire, où leur générosité a été célébrée par deux statues, installées en 1848, dans la cour d'honneur de l'hôpital.
Pour que le nom d'Aligre ne s'éteigne pas, une ordonnance du 21 décembre 1825 décida que les noms, titre et pairie héréditaire d'Aligre seraient transmis au second fils de la fille du marquis d'Aligre, Etiennette d'Aligre, avec Michel de Pomereu.
"Les rang, titre et qualité de pair de France dont est revêtu le marquis d'Aligre, ont été substitués, par ordonnance du 21 décembre 1825 à Étienne-Marie-Charles de Pomereu-d'Aligre, son petit-fils, né à Paris le 3 mai 1813, fils de Michel-Marie-Charles de Pomereu-d'Aligre, et d'Étiennette-Marie-Catherine-Charlotte d'Aligre, pour en jouir héréditairement après la mort de son aïeul. Par une ordonnance royale du 14 du même mois de décembre 1825, Étienne-Marie-Charles de Pomereu avait été autorisé à ajouter à son nom celui d'Aligre."

### Troisième marquis d'Aligre
Étienne Marie Charles de Pomereu d'Aligre (1813-1889), voulant faire de son château des Vaux le plus beau de la région, fit d'abord agrandir la partie centrale, puis fit construire les deux ailes et les dépendances. Pour y arriver, on dut détourner le cours de l'Eure.
En 1857, il avait épousé sa cousine Sophie de Préaulx (descendante d'Étienne François d'Aligre), née en 1842, fille du 8e marquis de Préaulx (1814-1884), morte en 1873 sans descendance.
Puis il se maria en secondes noces avec Marie Charlotte de Préaulx (née en 1854), cousine de sa 1re femme, fille du 9e marquis de Préaulx (1821-1886). Ce dernier marquis d'Aligre mourut en 1889 sans postérité de ses deux mariages. Sa veuve acheva les travaux d'agrandissement du château des Vaux, terminés en 1891, elle en conserva l'usufruit jusqu'à sa mort en 1926, tandis que Gaston de Pomereu d'Aligre, neveu de son défunt mari, en possédait la nue propriété.
Ses biens furent majoritairement transmis à son neveu Gaston de Pomereu d'Aligre, châtelain de Baronville, en Eure-et-Loir.

## Filiation
```
Guillemin Haligre
x : Marguerite Savard
│
├──>Étienne Haligre
[
7
]
 (†
1475
)
│  x : Jeanne Edeline
│  │
│  ├──> Raoul Haligre, sieur de la Rivière, de Chonvilliers, et des Hayes
│  │     x : Jeanne Lambert
│  │     │
│  │     ├──> 
Étienne 
I
er
 d'Aligre
 (1559-1635), 
chancelier de France
 (1624-1626)
│  │     │     x : Élisabeth, fille de Jean-Jacques Le Chapelier de Buscatel, conseiller d'État, et de Madeleine Le Boulanger de Misery
│  │     │     │
│  │     │     ├──> 
Étienne II d'Aligre
 (1592-1677), Garde des Sceaux et 
chancelier de France
 (1674-1677)
│  │     │     │     x(1): Jeanne L'Huillier, fille de François, seigneur d'Intreville, secrétaire du conseil, et d'Anne Brachet de Portmorand
│  │     │     │     │
│  │     │     │     ├──> Louis d'Aligre (1581-1654), 
abbé commendataire
 de 
St-Jacques de Provins
, lieutenant-général des armées du roi
│  │     │     │     │
│  │     │     │     ├──> François d'Aligre (1620-1712), chanoine de la 
congrégation de France
, abbé commendataire de 
St-Jacques de Provins
 (1643)
│  │     │     │     │
│  │     │     │     ├──> Michel d'Aligre ((1617-1661), seigneur de Villenesle, Boislandry, conseiller au parlement, maître des requêtes, 
intendant d'Alençon
 et 
de Caen

│  │     │     │     │     x(1) 1651 : Catherine de Machault d'Arnouville (†1651) 
│  │     │     │     │     x(2) : Marie Arragonet (†1657), fille d'Antoine, trésorier des Gardes-Françaises, et de Jeanne le Gendre
│  │     │     │     │     │
│  │     │     │     │     x(3) : Madeleine Blondeau (†1696), fille de Gilles, président de la chambre des comptes, et de Madeleine le Boults
│  │     │     │     │     │
│  │     │     │     │     ├──> Étienne III d'Aligre (1660-1725), seigneur de la Rivière, la Forêt, le Favril, Boilandry, Frétigny, Vieux-Château, président à mortier (1701)
│  │     │     │     │     │     x(1) 1684: Marie-Madeleine le Pelletier (†1702), fille de 
Claude Le Peletier
, ministre d'État, contrôleur général des finances, président à mortier, et de Marie-Madeleine Fleuriau
│  │     │     │     │     │     │
│  │     │     │     │     │     ├──> Étienne, mort jeune
│  │     │     │     │     │     │
│  │     │     │     │     │     ├──> Étienne Claude d'Aligre (1694-1752), comte de Marans, seigneur de la Rivière, la Forêt, le Favril, la landes, le Plessis, commissaire aux requêtes du Palais (1716), président à mortier (1724)
│  │     │     │     │     │     │     x(1) 1726 : Marie-Louise-Adélaïde Durey de Vieuxcourt, fille de Jean-Baptiste Durey de Vieuxcourt, président du Grand Conseil, et de Louise le Gendre
│  │     │     │     │     │     │     │ 
│  │     │     │     │     │     │     ├──> 
Étienne François d'Aligre
, 1er marquis d'Aligre (1777), comte de Marans (17 juillet 1727
[
8
]
 - 21 février 1800
[
9
]
)
│  │     │     │     │     │     │     │     x 1748 : Françoise-Madeleine Talon (†1767]), fille de Denis Omer, président à mortier, et de Françoise-Madeleine Chauvelin
│  │     │     │     │     │     │     │     x 1769 : Anne-Catherine-Louise Baudry de Villènes, veuve de Louis de Beauvarlet
│  │     │     │     │     │     │     │     │
│  │     │     │     │     │     │     │     ├──> 
Étienne-Jean-François-Charles
 (1770-1847), 
2
e
 marquis d'Aligre, chambellan de la princesse 
Caroline Bonaparte
, 
reine consort de Naples
, 
pair de France

│  │     │     │     │     │     │     │     │     x(2) : Louise-Charlotte-Aglaé Camus de Pointcarré
│  │     │     │     │     │     │     │     │     x(1) : Marie-Adélaïde-Charlotte Godefroy de Senneville (†1793)
│  │     │     │     │     │     │     │     │     │
│  │     │     │     │     │     │     │     │     └──> Etiennette d'Aligre (1792-1866)
│  │     │     │     │     │     │     │     │           x : Michel-Marie, marquis de Pomereu (1779-1863)
│  │     │     │     │     │     │     │     │           │
│  │     │     │     │     │     │     │     │           ├──> Étienne-Marie-Charles de Pomereu d'Aligre (1813-1889), 
3
e
 et dernier marquis d'Aligre, marquis de Pomereu
[
10
]
, 
pair de France

│  │     │     │     │     │     │     │     │           │     x (1) : 
Marie Sophie Joséphine de Préaulx
 (1842-1873), sans postérité
│  │     │     │     │     │     │     │     │           │ 
│  │     │     │     │     │     │     │     │           │     x (2) : Marie Charlotte de Préaulx (1854-1926), sans postérité
│  │     │     │     │     │     │     │     │           │ 
│  │     │     │     │     │     │     │     │           ├──> Armand de Pomereu d'Aligre (1817-1906), marquis de Pomereu
│  │     │     │     │     │     │     │     │           │     x : Marie-Charlotte de Luppé (1834-1908), dont postérité
│  │     │     │     │     │     │     │     │           │ 
│  │     │     │     │     │     │     │     │           └──> Stéphanie Marie Louise Agnès Alexandrine de Pomereu d'Aligre (1819-1855)
│  │     │     │     │     │     │     │     │                 x : 
Louis Marie de Talleyrand-Périgord
 (1810-1881), dont postérité
│  │     │     │     │     │     │     │     │     
│  │     │     │     │     │     │     │     └──> Catherine-Étienne-Claude d'Aligre
│  │     │     │     │     │     │     │           x : Hilaire Rouillé du Coudray, marquis de Boissy
│  │     │     │     │     │     │     │
│  │     │     │     │     │     │     ├──> Étienne-Jean-Baptiste d'Aligre (1729-1740)
│  │     │     │     │     │     │     │
│  │     │     │     │     │     │     ├──> Marie-Madeleine d'Aligre
│  │     │     │     │     │     │     │     x 1748 : 
Charles Jean-Baptiste des Gallois de La Tour
, vicomte de Glené, fils de Jean-Charles et de Jeanne-Charlotte du Pré-de-la-Grange
│  │     │     │     │     │     │     |
│  │     │     │     │     │     │     x (2) : Geneviève Parent
│  │     │     │     │     │     │
│  │     │     │     │     │     ├──> Madeleine-Françoise (1690-1730), 
32
e
 abbesse de 
Notre-Dame-des-Anges
 à 
Saint-Cyr
[
11
]

│  │     │     │     │     │     │
│  │     │     │     │     │     ├──> Marie-Madeleine-Geneviève (1693-), religieuse à Sainte-Marie
│  │     │     │     │     │     │
│  │     │     │     │     │     ├──> Madeleine-Louise (1697-)
│  │     │     │     │     │           x : 
Guillaume de Lamoignon
, seigneur de Blancmesnil, ancien 
chancelier de France

│  │     │     │     │     │
│  │     │     │     │     │     x (2) 1708 : Marie-Anne-Fontaine Desmontées (1680-1711), sœur d'Antoine(?) 
évêque de Nevers

│  │     │     │     │     │     x (3) 1711 : Madeleine-Catherine de Boivin, fille de feu Jean-Baptiste, seigneur de 
Bonnetot
, 
Bacqueville
, 
1
er
 président en la chambre des comptes, et cour des aides de Normandie, et de Jeanne-Marie Mallet
│  │     │     │     │     │     │
│  │     │     │     │     │     ├──> Étienne-Jean-François-Marie d'Aligre de Boislandry (1711-1757), conseiller au parlement, 
maître des requêtes
, intendant de Pau puis Picardie
│  │     │     │     │     │     │
│  │     │     │     │     │     ├──> Jeanne-Madeleine-Catherine (1712-1738)
│  │     │     │     │     │     │     x 1735 : Henri-François de Bretagne, baron d'Avaugour, 
comte de Vertus
 et 
de Goëllo

│  │     │     │     │     │     │
│  │     │     │     │     │     └──> Marie-Catherine (1713-)
│  │     │     │     │     │           x 1735 : Louis-Michel-Robert le Pelletier de Saint-Fargeau, 
maître des requêtes
, fils de Louis-Michel-Robert le Pelletier-des-Forts, ministre d'État, contrôleur-général des finances
│  │     │     │     │     │
│  │     │     │     │     └──> Gilles d'Aligre (†1711), seigneur de Boislandry, conseiller au parlement de Metz, puis de Paris
│  │     │     │     │           x 1686 : Catherine Turgot de Saint-Clair (sœur de 
Dominique-Barnabé
, fille d'Antoine, seigneur de Saint-Clair, 
maître des requêtes
, et de Jeanne Marie du Tillet ; puis en 1721 elle épouse Charles-Claude Hatte de Chevilly
[
12
]
, 
chef de corps

│  │     │     │     │           │ 
│  │     │     │     │           └──> Jeanne-Élisabeth d'Aligre (1691-1692)
│  │     │     │     │
│  │     │     │     ├──> Étienne d'Aligre (†1644)
│  │     │     │     │
│  │     │     │     ├──> Charles d'Aligre (†1695), abbé de 
Saint-Riquier
, conseiller au 
parlement de Paris
 (1660)
│  │     │     │     │
│  │     │     │     ├──> Jean d'Aligre (1632-1710)
│  │     │     │     │
│  │     │     │     ├──> Marie, né à Venise
│  │     │     │     │
│  │     │     │     ├──> Élisabeth (†1699), né à Venise, 
30
e
 abbesse de 
Notre-Dame-des-Anges
 à 
Saint-Cyr
[
11
]

│  │     │     │     │
│  │     │     │     ├──> Anne (†[1669), religieuse à 
Fontevrault
, puis coadjutrice de 
Notre-Dame-des-Anges
 à 
Saint-Cyr

│  │     │     │     │
│  │     │     │     ├──> Marie (1633-1724)
│  │     │     │     │     x(1): Michel de Verthamon, seigneur de Bréau, marquis de Manœuvre, 
maître des requêtes
, conseiller d'État
│  │     │     │     │     │
│  │     │     │     │     └──> François-Michel de Verthamon (†1738), 
1
er
 président du 
Grand Conseil
, ancien secrétaire des Ordres du roi
│  │     │     │     │
│  │     │     │     │     x (2) 1679: 
Godefroy
, comte d'Estrades, chevalier des Ordres du roi, 
maréchal de France
 (
2
e
 femme)
│  │     │     │     │
│  │     │     │     ├──>  Hélène d'Aligre (†1712)
│  │     │     │     │     x 1655 : Claude de l'Aubespine (†1706), marquis de Verderonne, capitaine au régiment des gardes
│  │     │     │     │
│  │     │     │     ├──> Françoise (†1719), coadjutrice puis 
31
e
 abbesse de 
Notre-Dame-des-Anges
 à 
Saint-Cyr
[
11
]

│  │     │     │     │
│  │     │     │     + Suzanne, Geneviève, et 2 filles mortes jeunes
│  │     │     │     │
│  │     │     │     └──> Marguerite d'Aligre (1641-1722)
│  │     │     │           x : Charles-Bonaventure, marquis de Manneville au pays de Caux
│  │     │     │           x : 
Louis-Charles d'Albert de Luynes
, duc de Luynes, 
pair de France
, chevalier des Ordres du roi
│  │     │     │
│  │     │     │     x (2) : Geneviève Guynet (†1657), veuve de Jean de Gué, seigneur de Villetaneuse, maître des comptes; et fille de Nicolas Guynet, conseiller au Grand Conseil, et de Geneviève Gaslau
│  │     │     │     x (3) : Geneviève L'Huillier (†1685), veuve de Michel Moreau, lieutenant civil au Châtelet, fille de Jérôme L'Huillier, procureur en la chambre des comptes, et d'Isabelle Dreux
│  │     │     │
│  │     │     ├──> Louis, seigneur de Chonvilliers
│  │     │     │
│  │     │     ├──> Nicolas, abbé de 
Saint-Évroult
, mort en Espagne le 
26 octobre 1638

│  │     │     │
│  │     │     ├──> Marguerite, prieure de 
Bellomer

│  │     │     │
│  │     │     └──> Élisabeth
│  │     │           x : François de Courceulles, baron de Rouvray
│  │     │
│  │     └──> Marie Haligre
│  │           x : Louis Mineray, président à Chartres
   │
   └──> Claude Haligre, seigneur de la Brosse, valet de chambre ordinaire du Roi en 1540 (François Ier), fondateur du 
Château des Arcs
      
         x Marie Le Lieur
         |
         └──> Jean d'Aligre (mort avant 1584), seigneur de la Brosse, l'un des cent gentilshommes de la maison du roi
               x : Marie Dauvergne (morte après 1586)      
               │      
               └──> Denise d'Aligre (morte en 1613)
                     x : Guillaume Rubentel (mort en 1617), seigneur de Maudétour, conseiller au 
parlement de Paris
 depuis 1587
```

### Seconde branche
Étienne Ier d'Aligre avait pour cousin issu de germain Jean d'Aligre, valet de chambre du roi.
```
Jean d'Aligre
x : Catherine Trouillard
│
├──> Michel, seigneur de Saint-Lié (1675), trésorier général des menus plaisirs du roi, intendant de Justice, Police et Finances en Catalogne, et Roussillon (1651)
│     x 1639 : Marie Pérou
...   │
      ├──> 
Philippe-François
 (1639-1720), chef d'escadre (1705), commandant de la Marine à Toulon
      │
      ├──> Étienne-Armand (†1724), seigneur de Saint-Lié, lieutenant de vaisseau
      │     x 1693 : Marie Gauvriet
      │     │
      │     ├──> Michel-César d'Aligre (1711-1769), maître de camp de cavalerie(1757)
      │     │     x : Madeleine-Catherine-Françoise de Roussiac
      │     │     x 1754 : Philiberte-Catherine Baudry, fille d'André Baudry, conseiller au parlement, Grand Maître des Eaux et Forêt d'Artois, et de Catherine Lorancher 
      │     │
      │     ├──> René-Pierre d'Aligre (1712-)
      │     │     x 1756 : ... Théard-du-Bordage
      │     │
      │     ├──> Guy d'Aligre, dit l'abbé d'Aligre (1718-), prieur de 
Saint-Martin à Fosse-Bellay
 et de 
Moussy-le-Neuf
, dernier 
abbé
 de 
Saint-Fuscien-aux-Bois
[
13
]
 (1769-1790)
      │     ...
      │
      └──> Marie-Thérèse
            x 1697 : Claude-Louis-Hyacinthe Ploumier, seigneur de la Boulaye, commissaire-ordonnateur de la Marine
```

## Possessions

### Eure-et-Loir
- Château de Baronville, à Béville-le-Comte, aujourd'hui propriété des Rougé d'Aligre, descendants des d'Aligre ;
- Château des Vaux, à Saint-Maurice-Saint-Germain, appartenant aujourd'hui à la Fondation des Apprentis d'Auteuil ;
- La tour d'Aligre, attenante au château des Vaux ;
- Château de La Rivière, à Pontgouin.

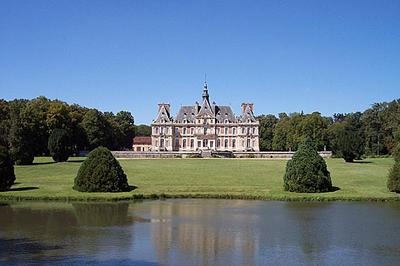
Château de Baronville.
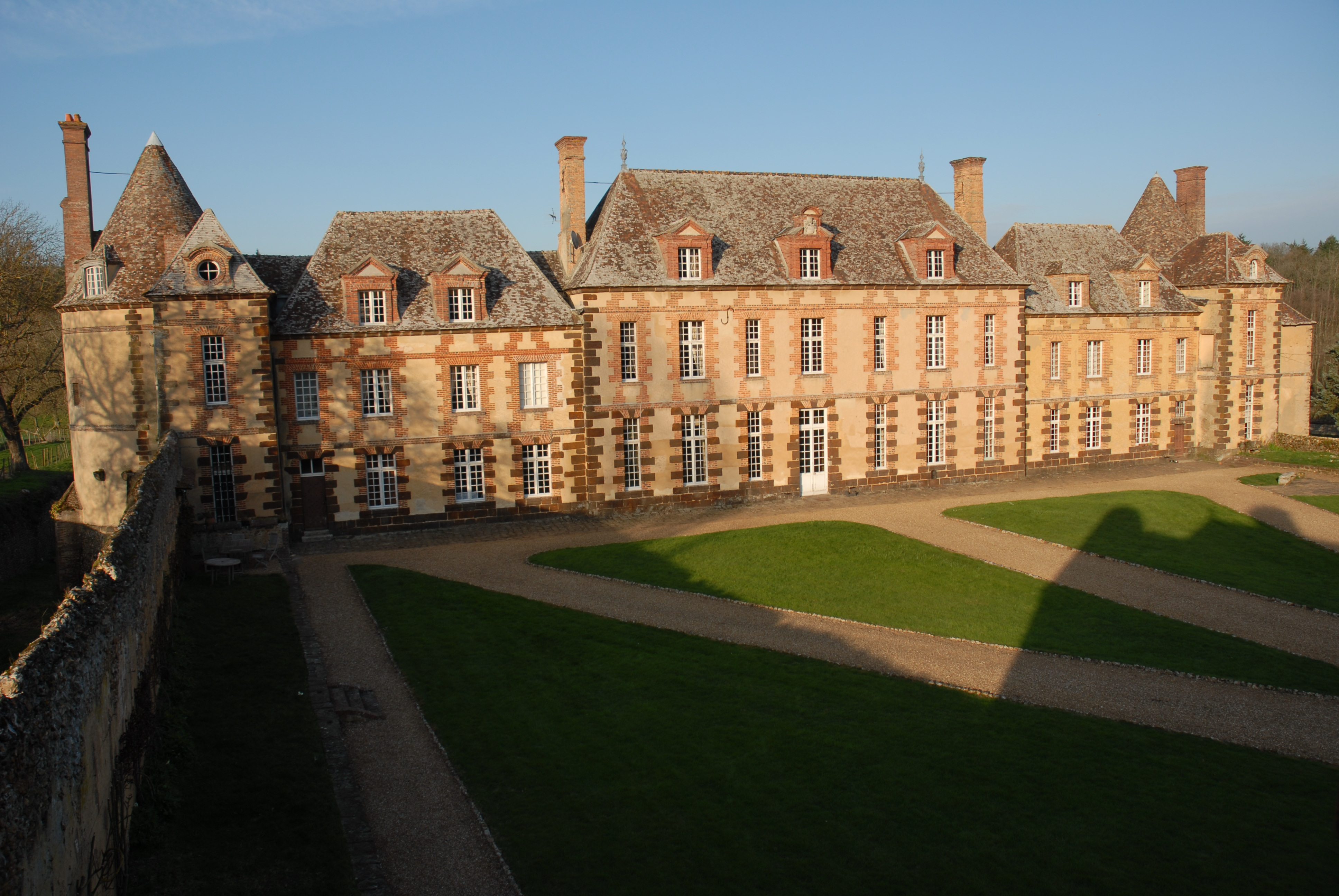
Château de la Rivière.
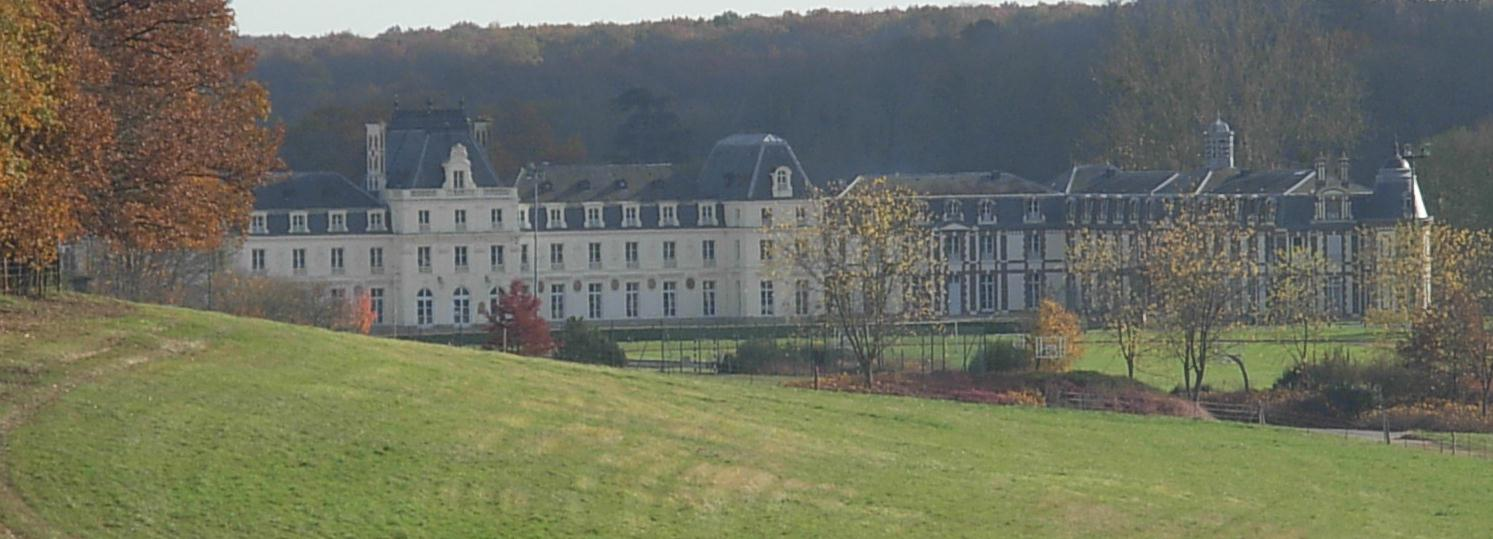
Château des Vaux aujourd'hui.
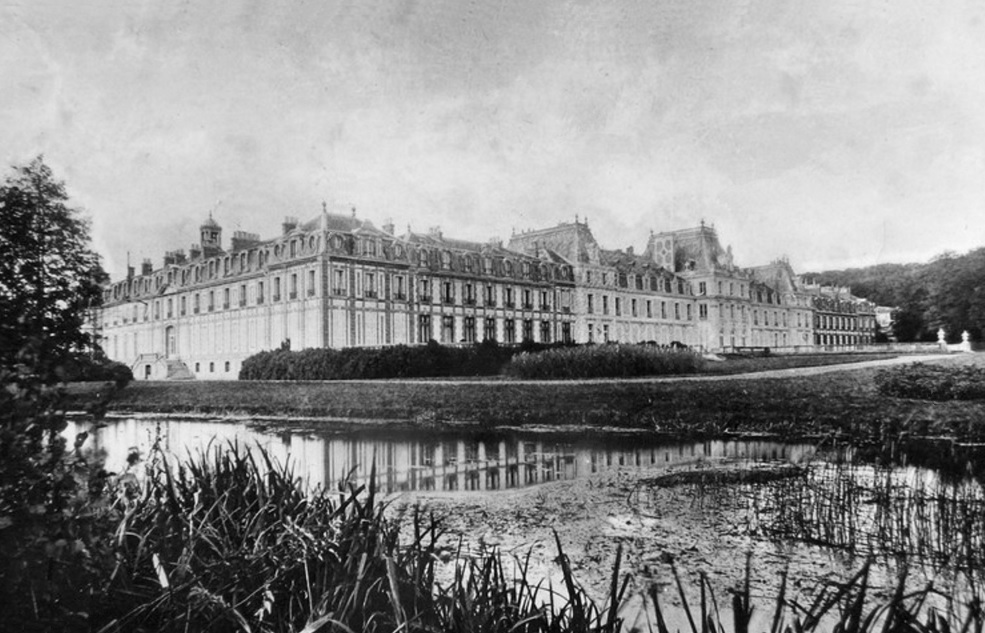
Château des Vaux vers 1900.

### Autres départements
- Château de Saint-Aubin-sur-Loire (Saône-et-Loire) ;
- Château de Tressé, à Pouancé (Maine-et-Loire) ;
- Hôtel d'Aligre, à Rouen (Seine-Maritime) ;
- Hôtel de Coigny, 89 rue du Faubourg-Saint-Honoré, 8e arrondissement de Paris, aujourd'hui détruit ;
- Hôtel d'Aligre, rue René-Boulanger, à Paris ;
- Château des Arcs, à Cachan (Val-de-Marne).

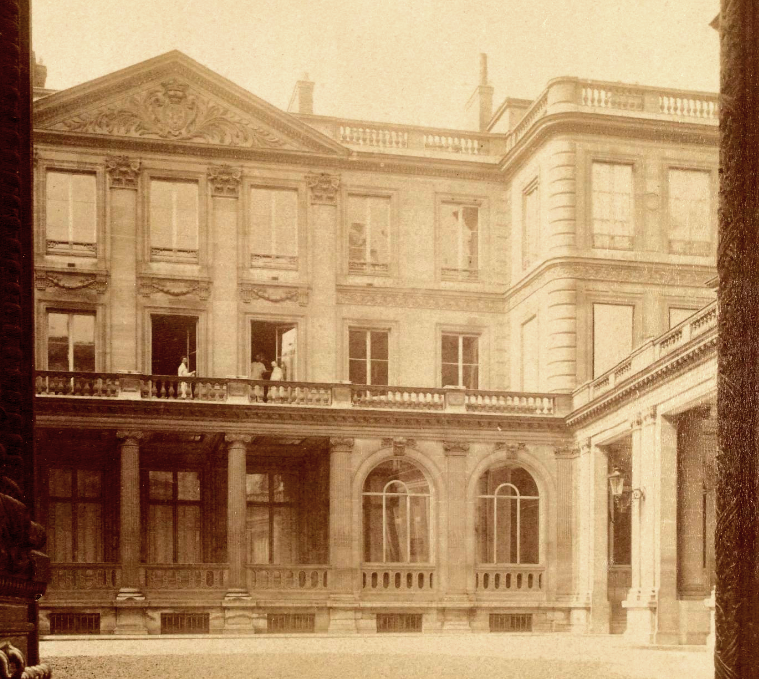
Hôtel de Coigny (Paris 8e).
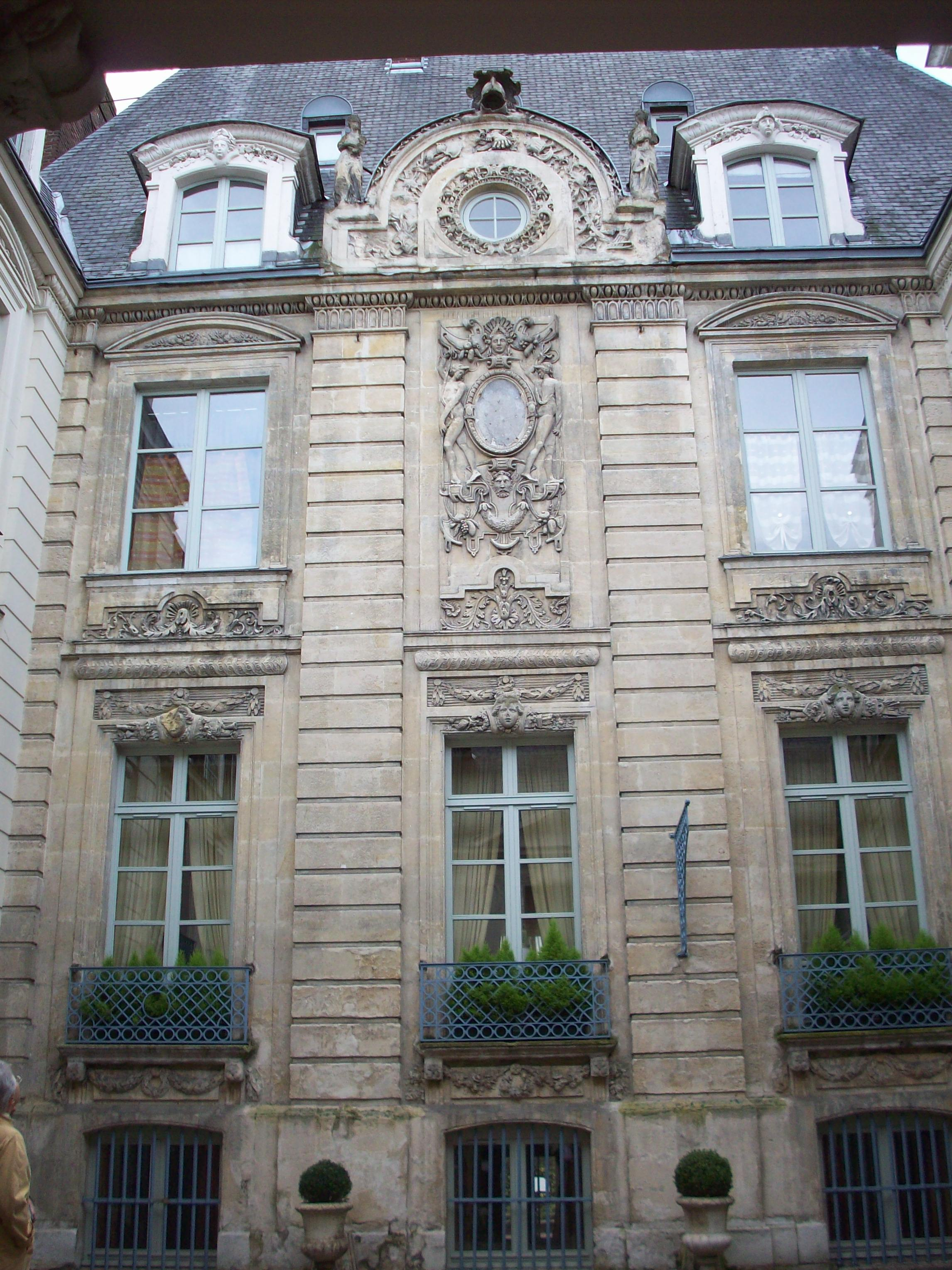
Hôtel d'Aligre (Rouen), depuis la cour d'honneur.
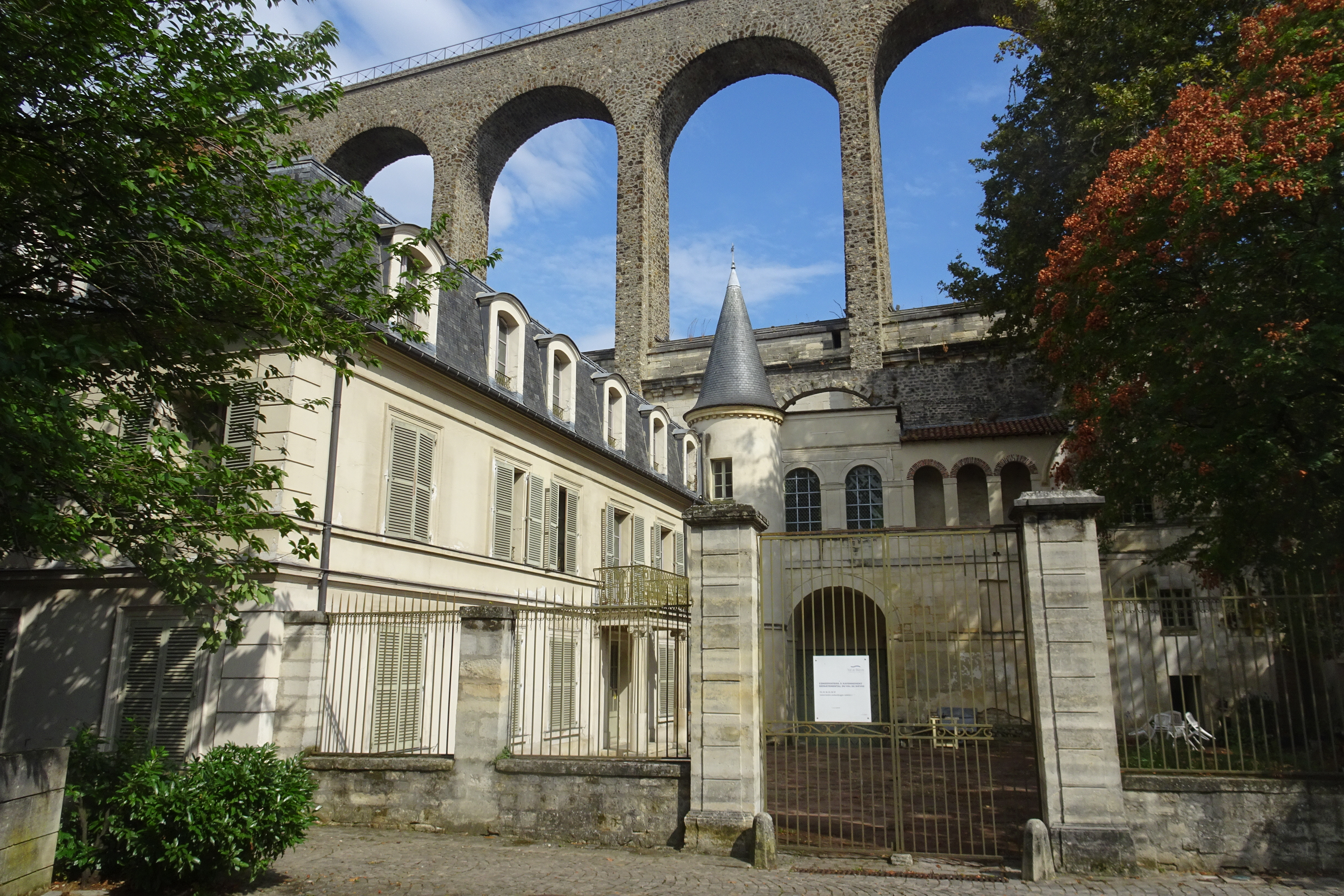
Château des Arcs aujourd'hui.

## Postérité

### Eure-et-Loir
- Fondation d'Aligre, à Lèves ;
- École des filles et mairie de Béville-le-Comte ;
- Église Saint-Étienne d'Auneau.

### Autres départements
- Hôpital et pont d'Aligre, à Marans (Charente-Maritime) ;
- Hôpital d'Aligre, à Bourbon-Lancy (Saône-et-Loire).

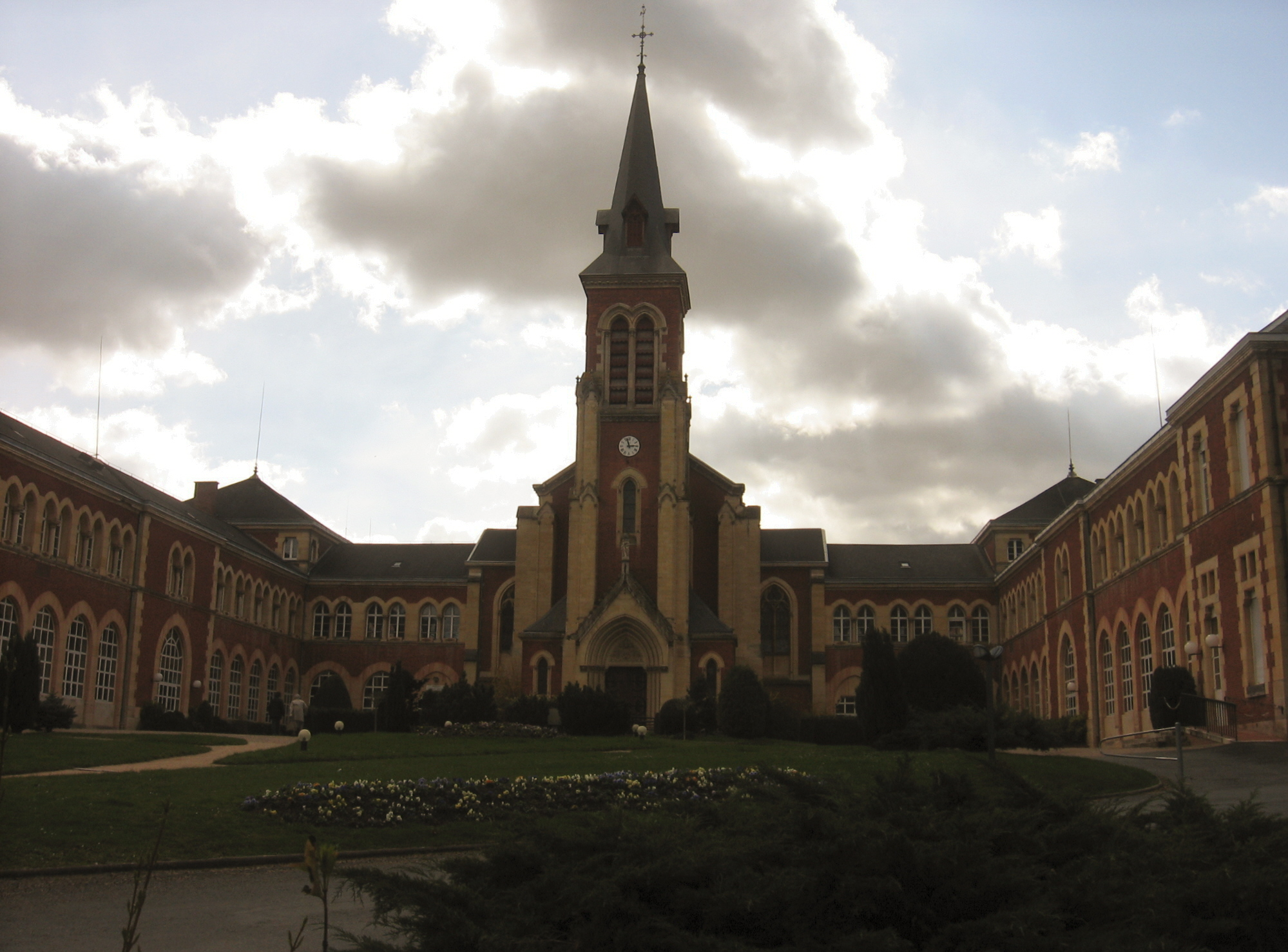
Hôpital d'Aligre de Bourbon-Lancy.
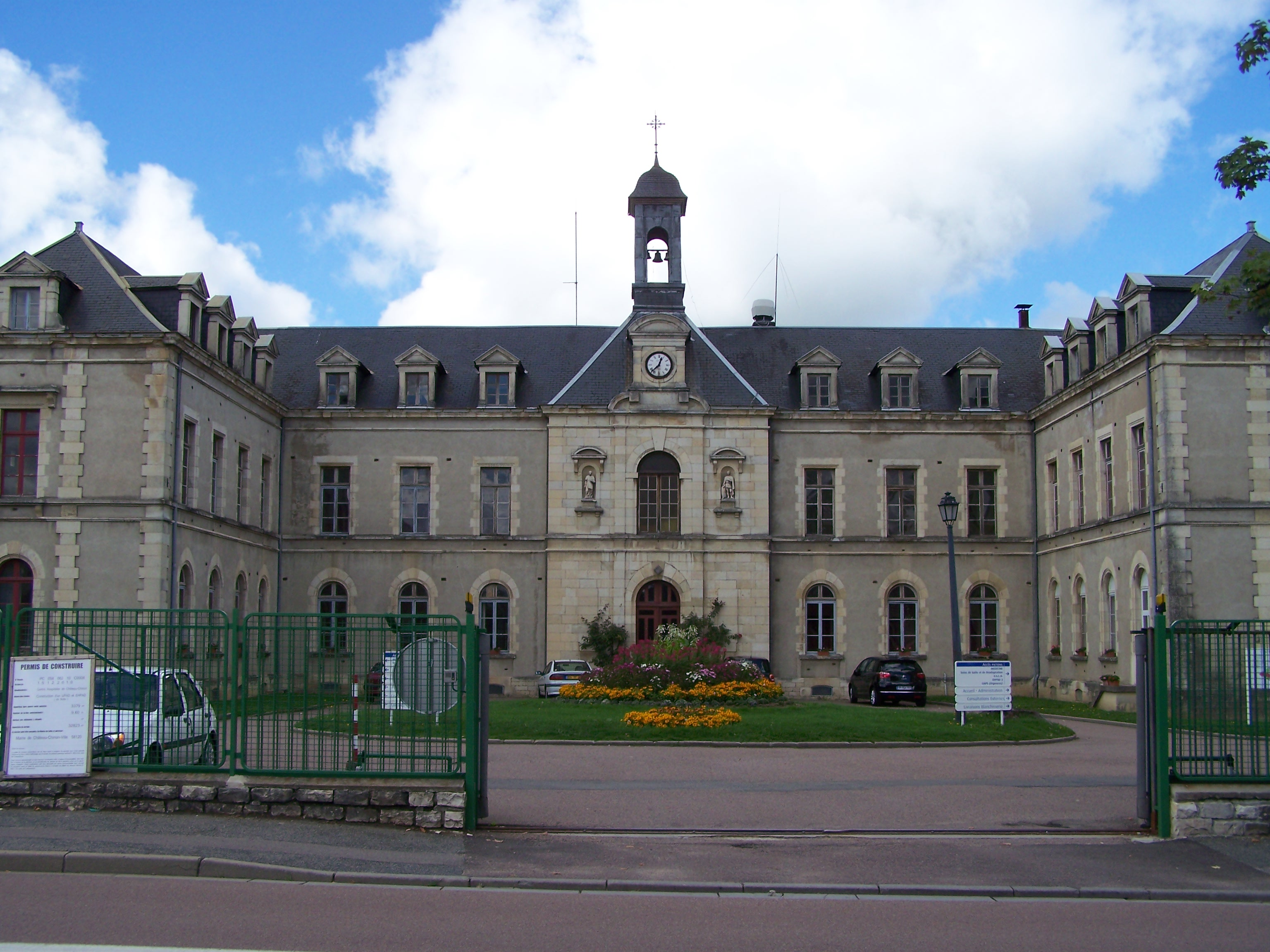
Hôpital Aligre (Château-Chinon).
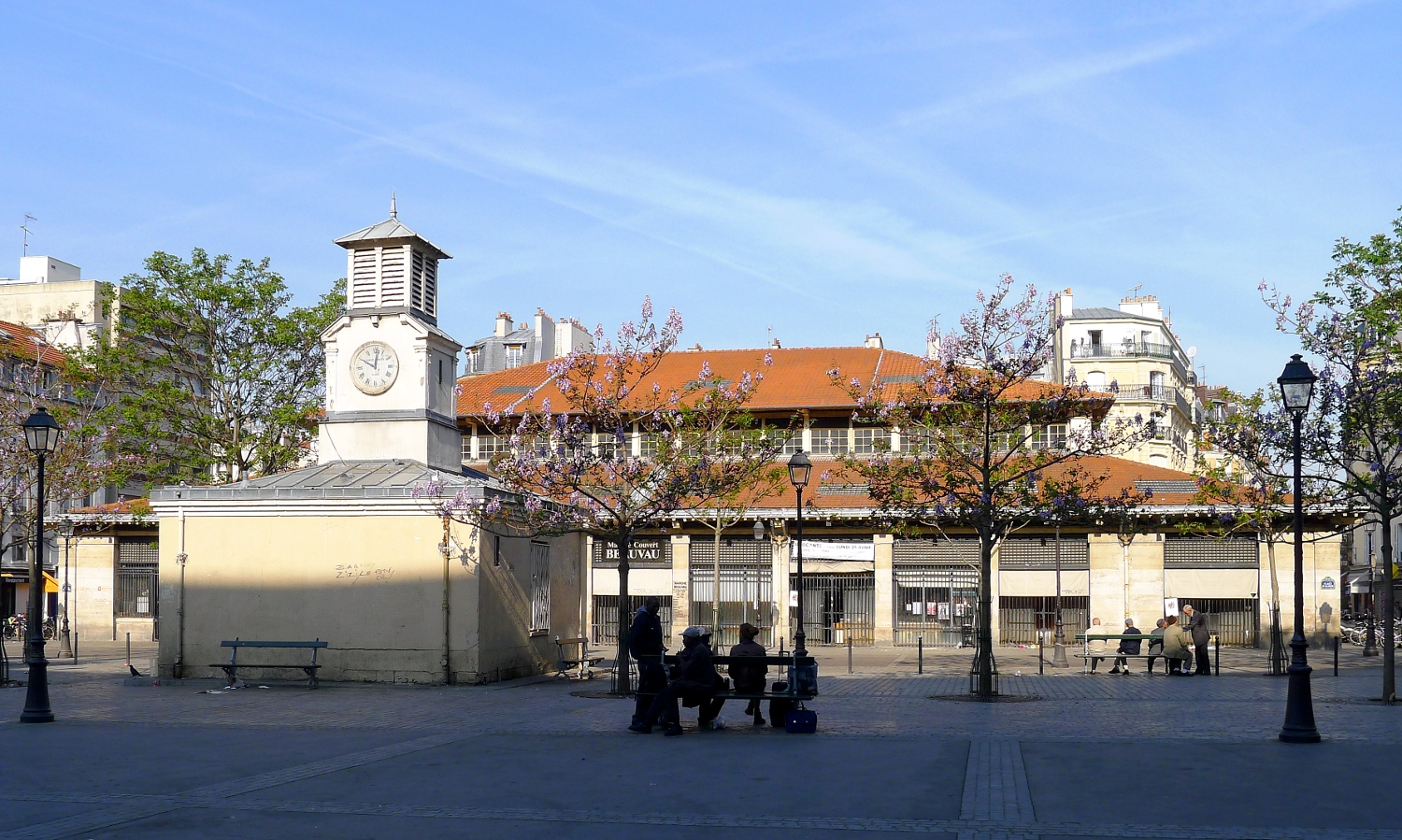
Place d'Aligre (Paris).

### Nomenclature des lieux publics

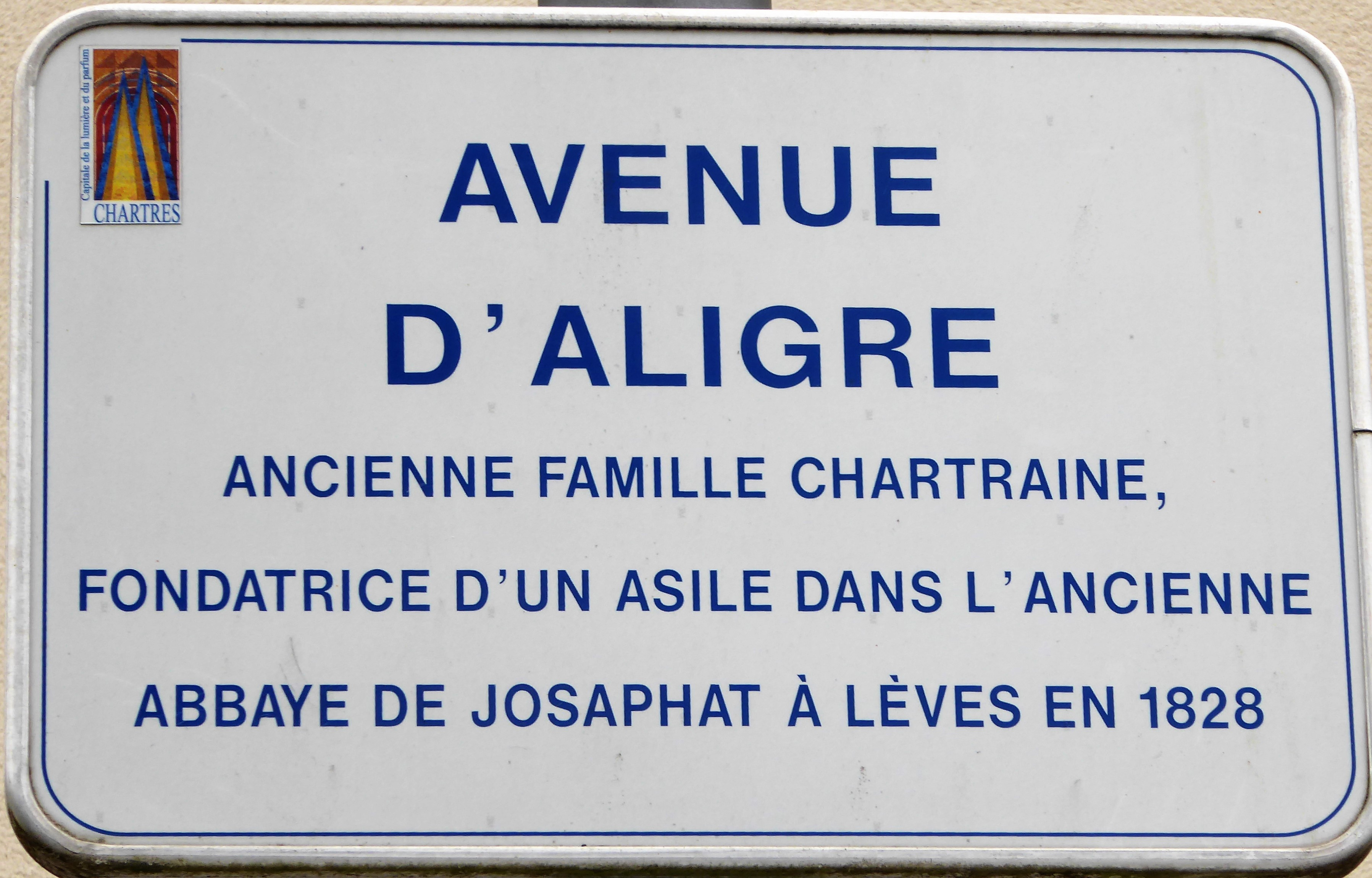
Plaque de l'avenue d'Aligre à Chartres, Eure-et-Loir.

Le nom d'Aligre est mentionné dans de nombreux noms publics :
- avenue d'Aligre, à Chartres
- place d'Aligre, à Paris
- rue d'Aligre, à Paris
- rue d'Aligre, à Béville-le-Comte
- marché d'Aligre, à Paris
- avenue d'Aligre, à Chatou
- place d'Aligre, à Croissy
- rue d'Aligre, à Marans
- pont d'Aligre, à Marans
- place d'Aligre, à Cercy-la-Tour
- boulevard Aligre, à Provins
- allées d'Aligre, à Provins
- avenue d'Aligre, à Aulnay-sous-Bois
- avenue d'Aligre, à Le Pecq

## Armoiries
| Figure | Blasonnement |
|        | Armes de la famille d'Aligre Burelé d'or et d'azur, au chef du second chargé de trois soleils du premier, Couronnede marquis. Supportsdeux lions regardants, au naturel. Devise« Non uno gens splendida sole » (« notre race a brillé sous plusieurs soleils »),                                                                                                |
|        | Ces armoiries sont écartelées avec celles de Pomereu à partir de 1825, pour les descendants de l'alliance Pomereu-Aligre. Armes de la famille de Pomereu d'AligreÉcartelé : aux 1 et 4 d'azur au chevron d'argent accompagné de trois pommes tigées et feuillées d'or ; aux 2 et 3 burelé d'or et d'azur, au chef du second chargé de trois soleils du premier. |